# Marquesat de Mont-roig

Escut de Mont-roig del Camp.

El Marquesat de Mont-roig és un títol nobiliari espanyol creat el 14 de febrer de 1889 pel rei Alfons XIII a favor d'Antoni Ferratges de Mesa i Ballester, Senador del Regne i Diputat a les Corts espanyoles cubà d'origen català.
La seva denominació fa referència al municipi tarragoní de Mont-roig del Camp.

## Marquesos de Mont-roig
|                         | Titular                              | Període                 |
| Creació per Alfons XIII | Creació per Alfons XIII              | Creació per Alfons XIII |
| ----------------------- | ------------------------------------ | ----------------------- |
| I                       | Antoni Ferratges de Mesa i Ballester | 1889-1902               |
| II                      | Àlvar Robert Ferratges i Domínguez   | 1902-1943               |
| III                     | María del Carmen Ferratges i Otero   | 1950-1993               |
| IV                      | Santiago Jaime Castillo Ferratges    | 1996-actual titular     |

## Història dels Marquesos de Mont-roig
Antoni Ferratges de Mesa i Ballester, I marquès de Mont-roig.
1. Va casar amb Concepción Domínguez. El va succeir el seu fill:

Àlvar Ferratges i Domínguez, II marquès de Mont-roig.
1. Va casar amb Rosa María Otero y Álvarez. El va succeir la seva filla:

María del Carmen Ferratges i Otero, III marquesa de Mont-roig.
-
Santiago Jaime Castillo Ferratges, marquès de Mont-roig.
1. Va casar amb María Moreno Pidal.